# The Mad Empress
The Mad Empress és una pel·lícula de drama històric estatunidenca de 1939 dirigida per Miguel Contreras Torres i protagonitzada per Conrad Nagel i Medea de Novara.

## Argument
Representa el regnat de 3 anys de Maximilià I de Mèxic i les seves lluites contra Benito Juárez. L'emperadriu Carlotta té una crisi quan s'adona que el seu marit està condemnat a mort.

## Repartiment
- Conrad Nagel - Emperador Maximilià I de Mèxic
- Medea de Novara - Emperadriu Carlota de Mèxic
- Duncan Renaldo – Coronel Miguel López
- Lionel Atwill - General Achille Bazaine
- Guy Bates Post - emperador francès Napoleó III
- Jason Robards Sr. – Benito Juarez
- Frank McGlynn Sr. - Abraham Lincoln
- Earl Gunn – Porfirio Díaz
- Martí Garralaga – general Miramar (sense acreditar)